# تشارلز كرومويل وليامز
تشارلز كرومويل وليامز هو سياسي كندي، ولد في 9 فبراير 1896 في Moosomin, Saskatchewan ‏ في كندا، وتوفي في 31 يناير 1975 في فانكوفر في كندا. نشط حزبياً في Co-operative Commonwealth Federation ‏. وقد انتخب عضو المجلس التشريعي في ساسكاتشوان ‏.